# Thorictus khinjanus
Thorictus khinjanus is een keversoort uit de familie spektorren (Dermestidae). De wetenschappelijke naam van de soort werd in 1964 gepubliceerd door Hans John.